# Bengt Sæternes
Bengt Sæternes [uitspraak: 'bɛŋt 'seːtərnɛs] (Egersund, 1 januari 1975) is een Noors voormalig betaald voetballer die tussen 1995 en 2011 speelde als aanvaller. Hij stapte later het trainersvak in.

## Interlandcarrière
Sæternes maakte zijn debuut voor het Noors voetbalelftal op 23 mei 2002 in de vriendschappelijke wedstrijd tegen IJsland (1-1). Hij viel in dat duel na tachtig minuten in voor Martin Andresen.

## Erelijst
Club Brugge
- Kniksenprijs Aanvaller van het Jaar

2002
 SK Brann Bergen
- Noorse beker

2004
 Vålerenga IF
- Noorse beker

2008